# Caso Piacenza
Il caso Piacenza, noto nella città emiliana come caso Piombino, fu lo scandalo sportivo che causò la retrocessione a tavolino del Piacenza al termine del campionato di Serie C 1955-1956.

## I fatti
Nella primavera del 1956 la lotta per non retrocedere stava coinvolgendo numerose squadre del campionato di Serie C, tra cui il Piacenza, mentre il Piombino era già matematicamente retrocesso.
Pochi giorni prima dello scontro diretto in Toscana in programma il 29 aprile, il portiere dei maremmani Aldo Barocelli denunciò di aver ricevuto un tentativo di corruzione ad opera di un certo Alberto Maccaferri, il quale avrebbe dichiarato di agire per conto di un signore di Piacenza comunque estraneo alla società. La proposta, consistente nel favorire la vittoria del Piacenza in cambio del pagamento di un milione di lire, fu avanzata a Ferrara, in occasione di un'amichevole tra la SPAL e il Piombino, circostanza poi confermata dal calciatore spallino Guido Macor. La partita terminò effettivamente con il successo della formazione emiliana per 2-1.

## Le indagini e il processo

Eugenio Gaggiotti fotografato in un bar di Brescia nel 1967

Nonostante la denuncia risalisse al mese di aprile, la Lega Nazionale deferì il Piacenza solo nell'agosto 1956, al termine del campionato, e solo dopo che la Commissione di Controllo aveva trasmesso gli atti alla Lega stessa, senza aver preso visione di eventuale materiale difensivo portato dalla società emiliana. Nel corso delle indagini emersero ulteriori punti di contatto tra Maccaferri e il Piacenza: il presunto corruttore era amico e compaesano di Eugenio Gaggiotti, noto agli ambienti federali per i numerosi tentativi di corruzione in ambito calcistico. Inoltre, Gaggiotti aveva frequentato gli ambienti calcistici di Piacenza in quanto suo fratello Giuseppe in quella stagione militava nella formazione emiliana, e aveva fatto da tramite tra il presidente Aldo Albonetti e il calciatore Alvaro Zian nelle trattative per l'ingaggio di quest'ultimo (poi non concretizzatosi). Lo stesso Zian sostenne che l'illecito era stato effettivamente compiuto e architettato dalla dirigenza piacentina. Maccaferri, al contrario, pur ammettendo il tentativo di frode sportiva, precisò di aver agito di propria iniziativa, contraddicendo le affermazioni di Barocelli su un eventuale mandante.
Ciononostante, non fu possibile provare in modo certo la connessione tra lo stesso Maccaferri, Gaggiotti e il Piacenza in merito all'illecito; l'avvocato Edgardo Franzanti, legale della società, dichiarò in proposito:
Al Piacenza, cui spettava l'onere della prova, furono concessi due giorni di tempo per presentare il proprio memoriale difensivo. Non potendo provare l'estraneità ai fatti, la linea difensiva scelta fu quella di rigettare genericamente le accuse.

## La sentenza
Il 14 agosto la Lega Calcio, dopo dieci ore di camera di consiglio, deliberò:
- la retrocessione del Piacenza all'ultimo posto in classifica per il campionato 1955-1956;
- l'inibizione a ricoprire cariche federali per due anni all'ex presidente Albonetti;
- la squalifica del giocatore Alvaro Zian fino al 30 novembre 1956;
- l'inibizione permanente a ricoprire cariche federali o societarie per Alberto Maccaferri;
- la disputa di uno spareggio tra il Pavia e Colleferro (classificatesi a pari punti) per stabilire la quarta squadra retrocedenda in IV Serie.

Nel testo della sentenza si sottolinea come il Piacenza fosse l'unica parte in causa a poter trarre vantaggio dall'illecito, oltre a rimarcare l'atteggiamento reticente di Albonetti, che negò di aver conosciuto sia Gaggiotti che Zian.
Il Piacenza, nella persona dell'avvocato Franzanti, presentò ricorso alla CAF, facendo notare incongruenze nella procedura e nella tempistica con cui la società era stata chiamata a difendersi. Il 27 agosto successivo, tuttavia, il ricorso venne rigettato, e il Piacenza fu costretto a disputare il campionato di IV Serie 1956-1957, mentre lo spareggio tra Pavia e Colleferro vide la vittoria dei lombardi per 1-0.